# Acrasie
 (avril 2019).
Si vous disposez d'ouvrages ou d'articles de référence ou si vous connaissez des sites web de qualité traitant du thème abordé ici, merci de compléter l'article en donnant les références utiles à sa vérifiabilité et en les liant à la section « Notes et références ».
Ne doit pas être confondu avec Acratie.
Pour les articles homonymes, voir Incontinence.
L’acrasie (ou encore akrasia, translittération du grec ancien ἀκρασία) est le fait d'agir à l'encontre de son meilleur jugement. Ce concept philosophique est aussi traduit en français par le terme incontinence.
On parle aussi souvent, pour qualifier l’acrasie, de « faiblesse de la volonté » : ainsi, l'acrasie se manifesterait quand nous nous engageons dans des résolutions que nous n'arrivons pas à tenir. Toutefois, cette traduction comme faiblesse n'est qu'en partie exacte, car elle constitue déjà une interprétation de ce qu'est l'acrasie, sous l'angle de la volonté. 
En effet, selon certains philosophes (par exemple, Spinoza), si nos actes suivent spontanément « ce que nous avons jugé bon de faire » alors la volonté, comprise comme faculté distincte de la raison, n'a pas lieu d'exister ; pour d'autres, l'acrasie serait, au contraire, ce qui prouve l'existence d'une volonté distincte de la raison, et pouvant soit exécuter celle-ci soit s'opposer à elle selon sa force d'autodétermination. La question, dans ce dernier cas, est de savoir d'où la volonté tire cette force, et s'il y a un sens à dire que la volonté s'autodétermine indépendamment d'une délibération.

## Description de l'acrasie
Deux formules antiques célèbres sont fréquemment citées pour exprimer le sentiment de l'acrasie :
- « Je vois le bien, je l'approuve, et je fais le mal. »— Ovide (Métamorphoses, VII, 20)
- « Ce que je veux, je ne le fais pas ; ce que je ne veux pas, je le fais. » — Saint Paul, Épître aux Romains (7, 15-21)

## Platon et le problème de l'acrasie

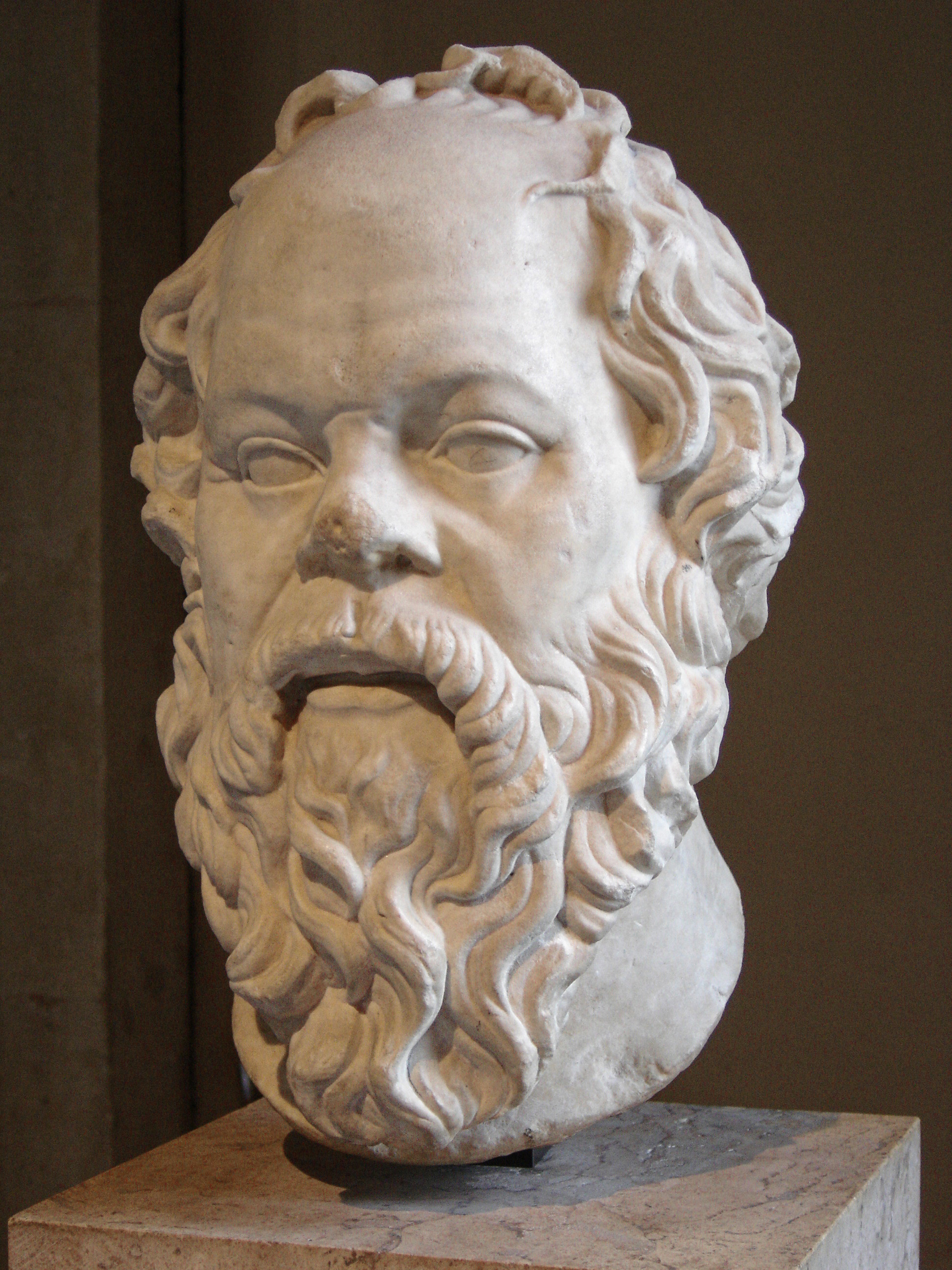
Buste de Socrate. Socrate a été l'un des premiers investigateurs du concept d'acrasie.

Dans un dialogue de Platon, le Protagoras, Socrate demande précisément comment il est possible à la fois de juger que A est la meilleure action à faire, et de faire cependant autre chose que A.
Dans ce dialogue, Socrate affirme que l'acrasie est un concept moral illogique, en soutenant que « personne ne se porte volontairement au mal » (358d). 
La thèse socratique se veut donc résolument l'antithèse des arguments du sophiste Calliclès -  tel qu'il apparaît dans le dialogue Gorgias - qui faisait un éloge de l'incontinence, ou plus précisément, peut-être, de l'intempérance. 

### Position du problème
Selon Socrate, la science « à l'intérieur de l'homme » ne saurait être dominée par les passions. Un homme qui a la connaissance vraie du bien et du mal, ne peut pas mal agir. Supposer le contraire, ce serait, affirme Socrate, dire la science « inférieure » aux passions : c'est considérer « la science comme une esclave que toutes les autres choses traînent à leur suite. » 
Socrate demande alors à Protagoras : « T’en fais-tu la même idée, c'est-à-dire juges-tu qu’elle est une belle chose, capable de commander à l’homme, et que lorsqu’un homme a la connaissance du bien et du mal, rien ne peut le vaincre et le forcer à faire autre chose que ce que la science lui ordonne, et que l’intelligence est pour l’homme une ressource qui suffit à tout ?
— Je pense de la science tout ce que tu en dis, Socrate, répondit-il, et il serait honteux à moi plus qu’à tout autre de ne pas reconnaître que la sagesse et la science sont ce qu’il y a de plus fort parmi toutes les choses humaines. » (Protagoras.)
Et pourtant, ajoute Protagoras, la plupart des hommes admettent que l'on puisse « connaître ce qui est le meilleur et ne pas le faire, bien qu'on le puisse, et faire le contraire ». 
Socrate encourage alors Protagoras à réfléchir avec lui sur ce phénomène qui semble consister à être « vaincu par le plaisir », et « à ne pas faire ce que l'on connaît être le meilleur ».

### Qu'est-ce qu'être vaincu par le plaisir?
Le préalable pour comprendre une telle affirmation selon laquelle « un homme qui sait où est le bien ne peut mal agir » est de s'apercevoir de l'identité du bien, de l'agréable et du bon. Les choses bonnes sont les choses agréables et inversement. C'est ce que Socrate va chercher à démontrer. Or être vaincu par le plaisir, c'est en fait céder à quelque chose d'agréable dans l'immédiat, alors que cette chose sera source de désagrément dans le futur. Ces choses, que l'on recherche pour le plaisir, ne sont elles-mêmes mauvaises que parce qu'elles nous procurent un déplaisir plus grand par la suite. Inversement, certaines choses douloureuses sont dites bonnes, parce que leur douleur est passagère, et qu'elles sont le moyen d'un plus grand plaisir.

### Personne ne se porte au mal volontairement: l'acrasie est un concept illogique
C'est cette équivalence du plaisir, de l'agréable et du bien qui fait dire à Socrate dans ce dialogue qu'on ne peut jamais être vaincu par le plaisir. En effet, choisir le mal parce que l'on est vaincu par le plaisir, cela reviendrait alors à dire, si on conserve l'équivalence posée ci-dessus, que l'on choisit le désagréable parce qu'on est vaincu par l'agréable (ou alors, que l'on choisit le mal parce qu'on est vaincu par le bien). 
Ceux qui se disent vaincus par le plaisir, font seulement un mauvais calcul, ils soupèsent mal l'agréable et le désagréable résultant de l'action. C'est donc seulement par ignorance que l'on choisit le mal.

### L'exemple du courage et de la crainte
À partir de l'affirmation selon laquelle : « il n'est pas dans la nature de l'homme de se résoudre à chercher ce qu'il croit mal », Socrate examine la nature du courage. Il affirme que le courageux n'est pas celui qui affronte ce qu'il craint ; mais, au contraire, le courageux est celui qui fait ce qu'il estime bon. Car, comme il a été dit, personne ne se résout à chercher ce qu'il croit mal ; or d'une part, on ne craint que ce que l'on croit mauvais, d'autre part, si l'on croit la chose mauvaise, on ne s'y porte pas et on ne la choisit pas volontairement. Le courageux est donc celui qui ne craint pas ce qui n'est pas à craindre. Les lâches, au contraire, sont ceux qui n'ont pas connaissance de ce qui est véritablement bien. Il n'y a donc pas à être lâche ou courageux mais à connaître ce qui est à craindre et ce qui ne l'est pas.

## La position d'Aristote
Aristote, pour sa part, adopte une approche plus empirique de la question. Il critique la position de Socrate (Éthique à Nicomaque, Livre VII), en s'appuyant sur une compréhension de l'acrasie plus proche du sens commun : chacun sait que certaines personnes agissent mal en connaissance de cause. Aristote se propose donc de prendre au sérieux ce paradoxe et de ne pas le rejeter.  
Il critique, dans un premier temps, les arrangements que certains ont essayé d'opérer pour accommoder la théorie socratique avec le sens commun. Certains socratiques affirmaient que celui qui semble mal agir en connaissance de cause ne possède pas une science véritable. C'est donc, selon eux, toujours à l'encontre « d'une opinion vraie et non d'un savoir véritablement scientifique que nous agissons dans l'incontinence ». Aristote récuse cette explication, car ceux qui professent une opinion sont tout aussi convaincus par cette opinion que ceux qui en ont la science. 

### On peut posséder la science sans l'exercer: le syllogisme pratique
Pour expliquer ce paradoxe, Aristote va distinguer lui aussi deux manières de posséder la science. Il opère une distinction entre celui qui possède la science et qui l'exerce et celui qui possède la science et ne l'exerce pas. Comment peut-on posséder la science sans l'exercer ?

#### Premier argument: l'ignorance des faits particuliers
Pour l'expliquer, il faut avoir recours à la forme du raisonnement, qu'Aristote estime être le premier à avoir découvert (fondant ainsi ce qu'on appellera par la suite la logique).
Tout raisonnement, selon Aristote, a la forme d'un syllogisme. Un syllogisme est constitué de deux prémisses et d'une conclusion.
Par exemple : 
1. tous les hommes sont mortels (prémisse majeure) ;
2. or tous les Grecs sont des hommes (prémisse mineure) ;
3. donc tous les Grecs sont mortels (conclusion).

La prémisse majeure constitue la connaissance la plus générale (tous les hommes), tandis que la prémisse mineure s'applique à un cas plus restreint (les Grecs). 
Or il peut arriver que l'on possède en acte (effectivement) la connaissance de la prémisse majeure, mais seulement en puissance (virtuellement) la prémisse mineure. L’acratès (ou l'incontinent) est celui qui agit sans penser à faire application de la règle générale contenue dans la majeure au cas particulier exprimé par la mineure. Par exemple, il saurait que la viande légère est bonne pour la santé (majeure) mais il ne saura pas que le poulet est une viande légère (mineure), si bien qu'il ne mangera pas de poulet (exemple donné par Aristote lui-même).
Par ailleurs, il peut y avoir deux universels dans la majeure : un universel est prédicable de l'agent lui-même et un autre de l'objet. Par exemple :
1. Les aliments secs (premier universel) sont bons pour tout homme (second universel).
Si bien qu'il peut y avoir trois mineures nécessaires pour l'application :
2. Je suis un homme 

3. Telle espèce d'aliments est sec 

4. Cette nourriture que voici est de cette espèce.
Si les trois mineures sont possédées effectivement par l'homme, alors il s'ensuivra cette conclusion :
5. Cette nourriture-ci est bonne pour moi.
L’acratès (ou incontinent) peut posséder les deux premières mineures, mais non pas la troisième (cette nourriture que voici est de cette espèce) car sa connaissance lui ferait éviter le mauvais acte. 

#### Second argument: l'état de l'homme sous l'empire des passions
Même indépendamment de son utilisation, on peut posséder la science de différentes façons. On peut en effet posséder la science dans un sens et ne pas la posséder en un autre, « comme dans le cas de l'homme endormi, du fou ou de l'homme ivre ». Or cet état est justement celui de ceux qui sont sous l'empire de la passion. Leur état corporel se trouve modifié, sous l'empire des passions comme la colère, l'appétit sexuel, de la même manière que l'état corporel de l'homme endormi, du fou, de l'homme ivre est modifié.
Si ces personnes peuvent énoncer la science dans un tel état, ils le font comme quelqu'un qui répète machinalement des démonstrations de géométries sans les comprendre. L'intempérant ne possède pas véritablement la science. Il est comme quelqu'un qui a appris par cœur des démonstrations sans les comprendre. Pour posséder la science, il faut encore l'intégrer à sa nature, et cela demande du temps. 

#### Troisième argument: l'action nécessaire
Selon Aristote, l'action s'ensuit nécessairement dès que le syllogisme pratique est posé.
La prémisse universelle (la majeure) est une opinion, la prémisse mineure a rapport aux faits particuliers où la perception est dès lors maîtresse. Or quand deux prémisses s'accordent, l'âme pose nécessairement la conclusion. Il en est de même pour le syllogisme pratique : quand les deux prémisses s'accordent, l'action suit nécessairement immédiatement. 
Soit par exemple, les prémisses : 
1. Il faut goûter à tout ce qui est sucré
2. Ceci est sucré.

Dans ce cas, ayant posé les deux prémisses : « il faut nécessairement que l'homme capable d'agir et qui ne rencontre aucun empêchement, dans le même temps accomplisse aussi l'acte. »
Or il peut arriver que nous ayons dans l'esprit deux prémisses majeures contradictoires :
1. Ce qui est sucré est mauvais pour la santé

et
1. Tout ce qui est sucré est agréable

accompagnées de la mineure :
2. Ceci est sucré.
Or si l'appétit se trouve en nous, il peut nous conduire à goûter ce qui est sucré. C'est donc bien sous l'influence d'une règle ou d'une opinion en quelque sorte que l'on devient incontinent. Cependant cette opinion n'est pas contraire en elle-même à la droite règle (celle qui détermine comment on doit agir au mieux), mais seulement par accident, puisque c'est en fait l'appétit qui lui est contraire et non réellement l'opinion. 
L'homme se réveille de cet état d'ignorance de la même manière qu'un homme ivre décuve ou qu'un homme endormi se réveille : c'est un problème d'ordre physiologique, affirme Aristote.
En conclusion, nous pouvons voir qu'Aristote ne s'oppose pas réellement à Socrate, il cherche plutôt à préciser sa doctrine et à la fonder d'une manière plus pertinente que ce dernier :

« On est semble-t-il amené logiquement à la conclusion que Socrate cherchait à établir : en effet, ce n'est pas en la présence de ce qui est considéré comme la science au sens propre que se produit la passion dont il s'agit, pas plus que ce n'est la vraie science qui est tiraillée par la passion, mais c'est lorsqu'est présente la connaissance sensible. »

La prudence (phronesis) est de l'ordre de l'action, et l'action a rapport aux choses singulières.  
La connaissance en acte déclenche l'action. 
L'habitude joue un rôle important dans la vertu morale. Sans doute, se rappeler que chaque acte tend à devenir une habitude peut être une aide dans la lutte contre sa propre acrasie :

« Les dispositions morales proviennent d'actes qui leur sont semblables. C'est pourquoi nous devons orienter nos activités dans un certain sens, car la diversité qui les caractérise entraîne les différences correspondantes dans nos dispositions. Ce n'est donc pas une œuvre négligeable de contracter dès la plus jeune enfance telle ou telle habitude, c'est au contraire d'une importance majeure, disons mieux totale. »